# ベンゾ(a)フルオランテン
ベンゾ[a]フルオランテン（benzo[a]fluoranthene）は、化学式がC20H12の多環芳香族炭化水素である。